# Biofeedback
Biofeedback (altgriechisch βίος bios, deutsch ‚Leben‘ und englisch feedback ‚Rückmeldung‘) bezeichnet eine empirische, wissenschaftliche Methode. Dabei werden körpereigene, biologische Vorgänge mit technischen, oft elektronischen Hilfsmitteln beobachtbar gemacht.
Biofeedback ermöglicht die empirische Messbarkeit von verhaltenstherapeutischen und lerntheoretischen Ansätzen. Die Einsatzmöglichkeiten der Behandlungstechnik sind vielfältig. Über kurative Ansätze hinaus findet Biofeedback auch Anwendung im Bereich des Peak-Performance-Trainings (Mentaltraining im Spitzensport) und des Coachings. Es wird häufig zur Entspannung, aber auch zur Rehabilitation, zum Beispiel von erlahmten Muskeln, eingesetzt. Biofeedback hat nichts mit Bioresonanztherapie zu tun.

## Theorie
Körpereigene innerliche Regulationsvorgänge sind dem Bewusstsein häufig nicht direkt zugänglich. Folglich kann bei Imbalancen (Ungleichgewichten) auch nicht bewusst auf den Regelkreis eingewirkt werden. Biofeedback macht Körperfunktionen (wie zum Beispiel Puls, Hautleitwert, Hirnströme oder Muskelaktivität) mittels physiologischer Messungen bewusst wahrnehmbar. Dies geschieht im Allgemeinen durch Töne (Lautstärke, Tonhöhe oder Klangfarbe) oder Visualisierungen (z. B. Zeiger oder Balkengraphiken). Der Anwender versucht aufgrund dieser Rückkopplung eine Verbesserung der Regulation durch operante Kontrolle zu erzielen.

## Signalquellen
Für die bewusst wahrnehmbare Darstellung kommt eine Reihe von biologischen Istwerten in Frage. Diese werden nichtinvasiv gemessen, in einem Analog-Digital-Wandler konvertiert, gemittelt und verstärkt und schließlich graphisch oder akustisch aufbereitet. Im Einzelnen können erfasst werden:
- Atemmuster (Atemfrequenz, Atemamplitude)
- Blutdruck
- Gewebeglukose (Kontinuierlich messender Glucosesensor)
- Puls (Frequenz, Amplitude und Variabilität)
- Sauerstoffgehalt des Blutes
- Hauttemperatur
- Hautwiderstand
- Muskelpotentiale (mit Hilfe der Elektromyografie)
- Gehirnströme

Die technische Ausführung reicht von tragbaren kleinen Geräten, die häufig nur einen Parameter erfassen und rückmelden, über Vaginal- und Rektalelektroden bis hin zu Mehrkanalgeräten, die mehrere Signale gleichzeitig hochfrequent aufzeichnen. Teilweise erfolgt die Übertragung kabellos mittels Bluetooth-Technik, so dass der Proband/Patient sich während der Therapie ungehindert bewegen kann.
Für viele der Anwendungen gilt, dass nicht unbedingt ein offensichtlicher Zusammenhang zwischen dem „Organ“ der Erkrankung und dem für die Therapie gewählten Messwert bestehen muss; so wird etwa für das Biofeedback bei Depressionen häufig die Herzratenvariabilität als Istwert genutzt.

## Praxis
Eine mögliche Umsetzung in der Praxis sieht folgendermaßen aus: Der Proband sitzt vor einem Computerbildschirm. An seinem Finger ist ein Messsensor angebracht, der den Hautleitwert und damit indirekt den Grad der Anspannung des autonomen Nervensystems misst. Ein Monitor zeigt den Messwert und gibt dem Proband eine Rückmeldung über seine aktuell ablaufenden physiologischen Regelmechanismen. Gleichzeitig kann die Atemkurve oder der Grad der Muskelanspannung an Stirn und Nacken erfasst werden. Ein Pulsamplituden-Messgerät an der Schläfenarterie (A. temporalis) bietet weitere Informationen (wichtig bei der Behandlung von Migränepatienten, s. u.). Der Bildschirm zeigt die erhobenen Werte als Kurvendiagramm oder anders graphisch aufbereitet. So werden psychophysiologische Zusammenhänge verdeutlicht. Beispielsweise kann verfolgt werden, welche Auswirkungen Erinnerungen an schöne oder schwierige Situationen auf Atmung, Hautleitwert und Herz-Kreislauf-System haben. Das beobachtbare Reaktionsmuster ist individuell verschieden.
Diese Rückmeldung führt dazu, dass der/die Behandelte sich selbst besser kennenlernt und Entspannung von Anspannung unterscheiden lernt. Oft genug zeigen die Messwerte, dass Muskeln angespannt sind, der Atem flach geht, die Handflächen schwitzen oder das Herz schnell schlägt, obwohl das dem/der Betroffenen nicht bewusst ist. Das Biofeedback dient einer Bewusstseinsschärfung für eigene innere Zustände. Man spricht von einer Erhöhung der Interozeptionsfähigkeit.
In einem zweiten Schritt sollen die Parameter mittels Übungen verändert werden. z. B. den Hautleitwert zu senken, die Muskelanspannung zu drosseln, das Atemmuster gleichmäßig und ruhig werden zu lassen. Der Weg zur Erreichung des Ziels ist dabei nicht vorgegeben. Biofeedback kann mit Entspannungsverfahren wie dem autogenen Training, Yoga, achtsamkeitsbasierten Methoden oder progressiver Muskelentspannung problemlos kombiniert werden. Die sofortige Rückmeldung über den Erfolg der eingesetzten Technik erhöht die Motivation, einmal Begonnenes fortzuführen und zu perfektionieren. Letztlich geht es darum, die Einflussnahme auf das vegetative Nervensystem auch ohne Hilfsgerät zuverlässig im Alltag anzuwenden, um schwierige Situationen besser zu meistern, ohne Beschwerden zu entwickeln.
Die Dauer einer Biofeedback-Therapie ist abhängig vom zu behandelnden Störungsbild. Einer Studie zufolge sollte die Therapie solange durchgeführt werden, bis bestimmte vorher definierte Zielkriterien erreicht wurden. Vor der Behandlung sollten folgende Fragen geklärt werden:
- Welche physiologischen Regelkreise/Signalquellen sind vom Störungsbild am ehesten betroffen bzw. welche eignen sich am besten zur Behandlung?
- Welches psychologische Phänomen steht im Vordergrund des Störungsbilds (z. B. Ärger, Angst usw.)?
- Welche Phasen des jeweiligen Phänomens sind ggf. stärker oder weniger stark betroffen (Phasen der Stressreaktion)?

## Einsatzbereiche
Entsprechend der Fülle der ableitbaren Parameter sind die klinischen und praktischen Anwendungsmöglichkeiten vielfältig. Sie umfassen
- Schmerzsyndrome (Migräne[5] und Spannungskopfschmerz;[6][7] chronischer Rückenschmerz[8]; temperomandibuläre Störungen[9])
- Herz-Kreislauf-Erkrankungen wie hohen Blutdruck[10] (ergänzend zu medikamentöser Therapie), Raynaud-Syndrom[11]
- Angst- und Panikstörungen,[12] Depressionen,[13][14] funktionelle Störungen, psychosomatische Beschwerden[15]
- Harn-[16][17] und Stuhl-Inkontinenz
- Verstopfung[18]
- Reizdarmsyndrom[19][20]
- ADHS,[21] Epilepsie[22]
- Vaginismus[23]
- Eingeschränkte sexuelle Erregung[24]
- Erektile Dysfunktion[25]
- Tinnitus[26][27]
- neuromuskuläre Rehabilitation[28]
- Schluckbeschwerden[29]
- Stressmanagement,[30][31] Peak-Performance-Training[32]
- Finanzentscheidungen[33]

## Wirksamkeit
Eine Vielzahl an Studien hat sich mit der Wirksamkeit von Biofeedback bei verschiedenen Störungsbildern beschäftigt. Die US-amerikanische Association for Applied Psychophysiology and Biofeedback hat 2002 eine Bewertungsskala analog zu anderen Fachgebieten entwickelt. Tan, Shaffer, Lyle, & Teo haben 2016 folgende Übersicht gegeben:
- Stufe 1, nicht empirisch unterstützt: In dieser Stufe finden sich Indikationen, welche nur durch nicht peer-reviewte anekdotische Berichte und/oder Fallstudien gestützt werden. Tan et al. wiesen dieser Kategorie folgende Punkte zu: Schmerz und Spastik aufgrund des Vernachlässigens von Mikro-Pausen, Komplexes regionales Schmerzsyndrom, Trigeminusneuralgie.
- Stufe 2, möglicherweise wirksam: Diese Wirksamkeitsstufe erfordert zumindest eine Studie mit einer ausreichenden statistischen Aussagekraft und klar identifizierten Zielparametern, aber ohne randomisierte Zuordnung zu einer Kontrollgruppe innerhalb der Studie. Indikationen, welche dieser Stufe zugeordnet wurden, sind: Zerebralparese, Schmerz vom Karpaltunnel-Syndrom in Zusammenhang mit Spannung im Oberarm und der Nackenmuskulatur, Myofaszialer Schmerz/Triggerpunkt bezogener Schmerz, Schleudertrauma, PMS und Menstruationsbeschwerden, Schmerz von spastischen Muskeln und Muskelspasmen, COPD, Koronare Herzkrankheit, Diabetes Mellitus: Claudicatio intermittens, Funktionaler/Wiederkehrender Bauchschmerz, Hyperhidrose, Immunfunktion, Schlaganfall, Vasovagale Synkope.
- Stufe 3, wahrscheinlich wirksam: Die Zuordnung zu dieser Stufe erfordert mehrere Beobachtungsstudien, klinische Studien, Wartelisten-Kontrollstudien, sowie within-subject und intra-subject Replikationsstudien, welche die Wirksamkeit demonstrieren. Die Indikationen, welche diese Anforderungen erfüllten sind: Alkohol/Substanz-Missbrauch, Arthritis, Asthma, Autismus, Chemobrain, Muskelbezogener Schmerz im unteren Rücken, Verkrampfung und Phantomschmerz, Schmerzsyndrome des Beckenbodens, Subluxation der Patella und Patellofemoraler Schmerz, Krebsbezogener Schmerz, Diabetes Mellitus: Diabetische Geschwüre, Fazialisparese, Fibromyalgie, Schlafstörungen, Reisekrankheit (Motion Sickness), Leistungssteigerung, Posttraumatische Belastungsstörung, Repetitive-Strain-Injury, Tinnitus, Schädel-Hirn-Trauma und PTBS, Harninkontinenz bei Kindern, Männern und Frauen.
- Stufe 4, wirksam: Um dieser Stufe zugeordnet zu werden, muss eine Indikation sechs Kriterien erfüllen:

1. signifikante Überlegenheit im Vergleich zu einer Kontrollgruppe mit randomisierter Zuordnung, bzw. mindestens gleiche Wirkung im Vergleich zu einer Behandlungsmethode mit anerkannter Wirksamkeit
2. Überlegenheit oder Äquivalenz in mindestens zwei unabhängigen Settings
3. Einschlusskriterien reliabel und operational definiert
4. Messgrößen valide und klar spezifiziert
5. Angemessene Datenanalyse
6. Diagnostik, Behandlungsvariablen und Prozeduren klar definiert, unabhängige Replikation der Studie möglich

Indikationen, die diese Anforderungen erfüllen, sind: Kopfschmerz bei Erwachsenen, Angst und Angststörungen, Muskelbezogener orofacialer Schmerz, Nicht-kardialer Brustschmerz, Haltungsbezogene Schmerzprobleme, Verstopfung, Depressive Störungen, Diabetes Mellitus: Glykämische Kontrolle, Epilepsie, Erektile Dysfunktion, Fäkalinkontinenz, Bluthochdruck, Reizdarmsyndrom, Präeklampsie, Morbus Raynaud, Schmerz durch Kiefergelenkkrankheiten (TMJD).
- Stufe 5, wirksam und spezifisch: Signifikante Überlegenheit in mindestens zwei Settings gegenüber glaubwürdiger Sham-Therapie, medikamentösen oder bona-fide-Behandlungen (Ausdruck des angelsächsischen Schrifttums für Behandlungen von ausgebildeten Fachpersonen, auf Basis von anerkannten Prinzipien und Veröffentlichungen). Tan et al. wiesen dieser Kategorie die Indikation ADHS zu.

## Institutionalisierungen
In Österreich und Deutschland gibt es eine qualifizierte Aus- und Weiterbildung für Biofeedback.
Die Österreichische Gesellschaft für Biofeedback und Psychophysiologie (ÖBFP) gründete sich 1989 als interdisziplinärer Zusammenschluss. Sie hat nach eigenen Angaben 2005 mehr als 150 Mitglieder. Der österreichische Ausbildungslehrgang umfasst 150 Stunden Theorie und Praxis. Absolventen tragen den Titel „Biofeedbacktherapeut“ (als Mediziner oder Psychologe) oder „-trainer“ (als medizinischer Hilfsberuf). Das 25-jährige Jubiläum der ÖBFP wurde im Rahmen eines Kongresses unter dem Motto „Biofeedback interdisziplinär und multiprofessionell“ am 25. Jänner 2014 in Wien unter ihrem Präsidenten Richard Crevenna begangen. Biofeedback ist seit seiner Präsidentschaft fixer Bestandteil und Prüfungsstoff des Medizinstudiums/MCWs (Hauptvorlesung und Wahlfach) der Medizinischen Universität Wien.
In Österreich und Deutschland bietet seit 1995 die Europäische Biofeedback-Akademie (BFA) Aus- und Weiterbildungen zum Biofeedbacktherapeuten an. Diese erkennt auch die Deutsche Ärztekammer an. Seit 2016 bietet die BFA auch gemeinsam mit der Sigmund Freud Universität einen Universitätslehrgang zum Biofeedbacktherapeuten an. Zertifizierte Ausbildungen führt auch der Gründungspräsident der Deutschen Gesellschaft für Biofeedback, Rüdiger Schellenberg durch. Zum Abschluss der Weiterbildung als Biofeedback-Therapeut war bisher die Approbation als Arzt oder Psychologe notwendig. Seit dem 2. Ausbildungs-Curriculum im 2. Halbjahr 2017 können außerdem auch therapeutisch tätige Psychologen, Ergotherapeuten und Heilpraktiker die Ausbildung mit dem Zertifikat „Biofeedback-Therapeut“ abschließen. Demgegenüber kann die Weiterbildung zum „Biofeedback-Trainer“ auch von anderen Personen mit Abschlüssen in medizinischen Bereichen absolviert werden (z. B. Krankengymnasten, Physiotherapeuten, Krankenpfleger, Krankenschwestern, Sportwissenschaftler, Logopäden etc.). In begründeten Ausnahmefällen werden auch Personen mit anderen Berufsabschlüssen zugelassen.
Seit 2000 besteht die Deutsche Gesellschaft für Biofeedback (DGBfb). Im Februar 2008 fand der europaweite Biofeedbackfachkongress der „Biofeedback Foundation of Europe“ in Wien statt.
Zur Jahresmitte 2002 gründete sich die Sektion Biofeedback im deutschen StK, jetzt Deutsche Gesellschaft für Schmerzmedizin (DGS). Die unmittelbare Aufgabenstellung dieser Sektion war die Ausbildung zum Biofeedback-Therapeuten, bzw. Biofeedback-Trainer im Bereich Schmerztherapie. Ein erster Ausbildungsgang begann im Herbst 2002.